# District de Šaľa
Le district de Šaľa est l'un des 79 districts de Slovaquie dans la région de Nitra.

## Démographie

### Évolution de la population
| Année:               | 1994.  | 2004.   | 2014.   | 2024.   |
| -------------------- | ------ | ------- | ------- | ------- |
| Nombre de personnes: | 54 540 | 54 110  | 52 780  | 49 971  |
| Différence:          |        | -0,78 % | -2,45 % | -5,32 % |

| Année:               | 2023.  | 2024.   |
| -------------------- | ------ | ------- |
| Nombre de personnes: | 50 384 | 49 971  |
| Différence:          |        | -0,81 % |

## Liste des communes
Source :

### Ville
- Šaľa

### Villages
Diakovce | Dlhá nad Váhom | Hájske | Horná Kráľová | Kráľová nad Váhom | Močenok | Neded | Selice | Tešedíkovo | Trnovec nad Váhom | Vlčany | Žihárec